# Uherce Mineralne

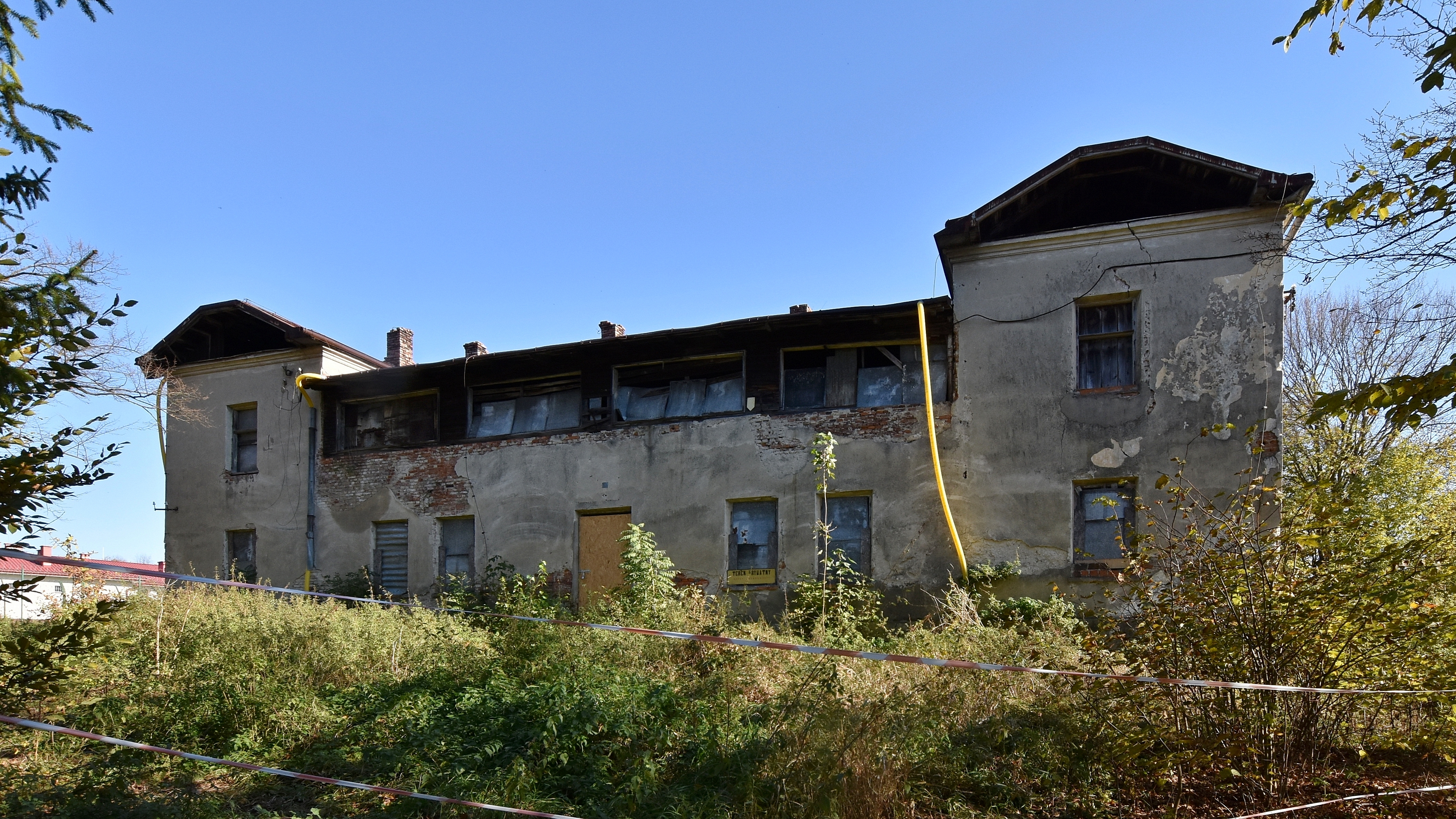
Dwór (stan 2024)

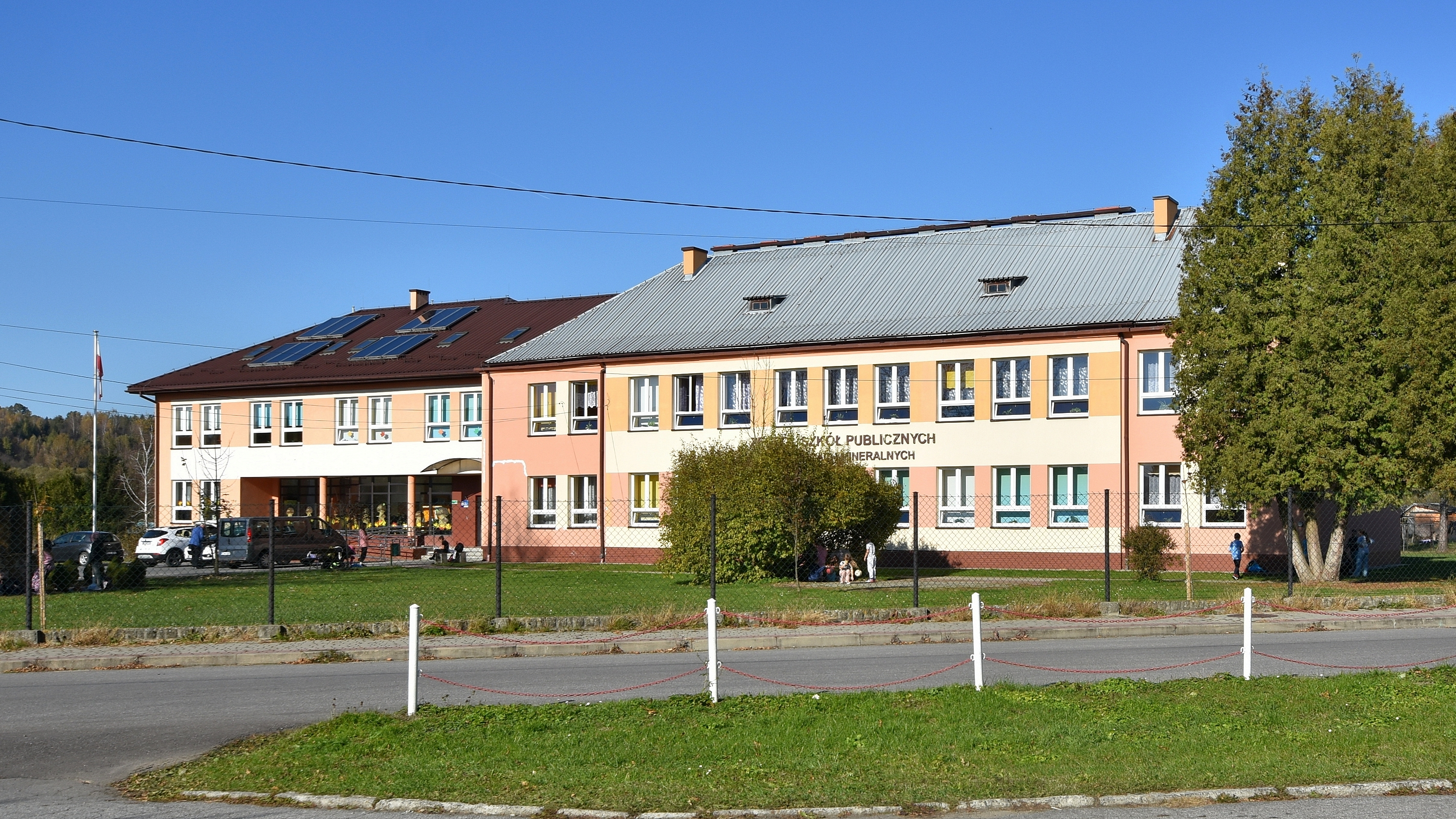
Szkoła

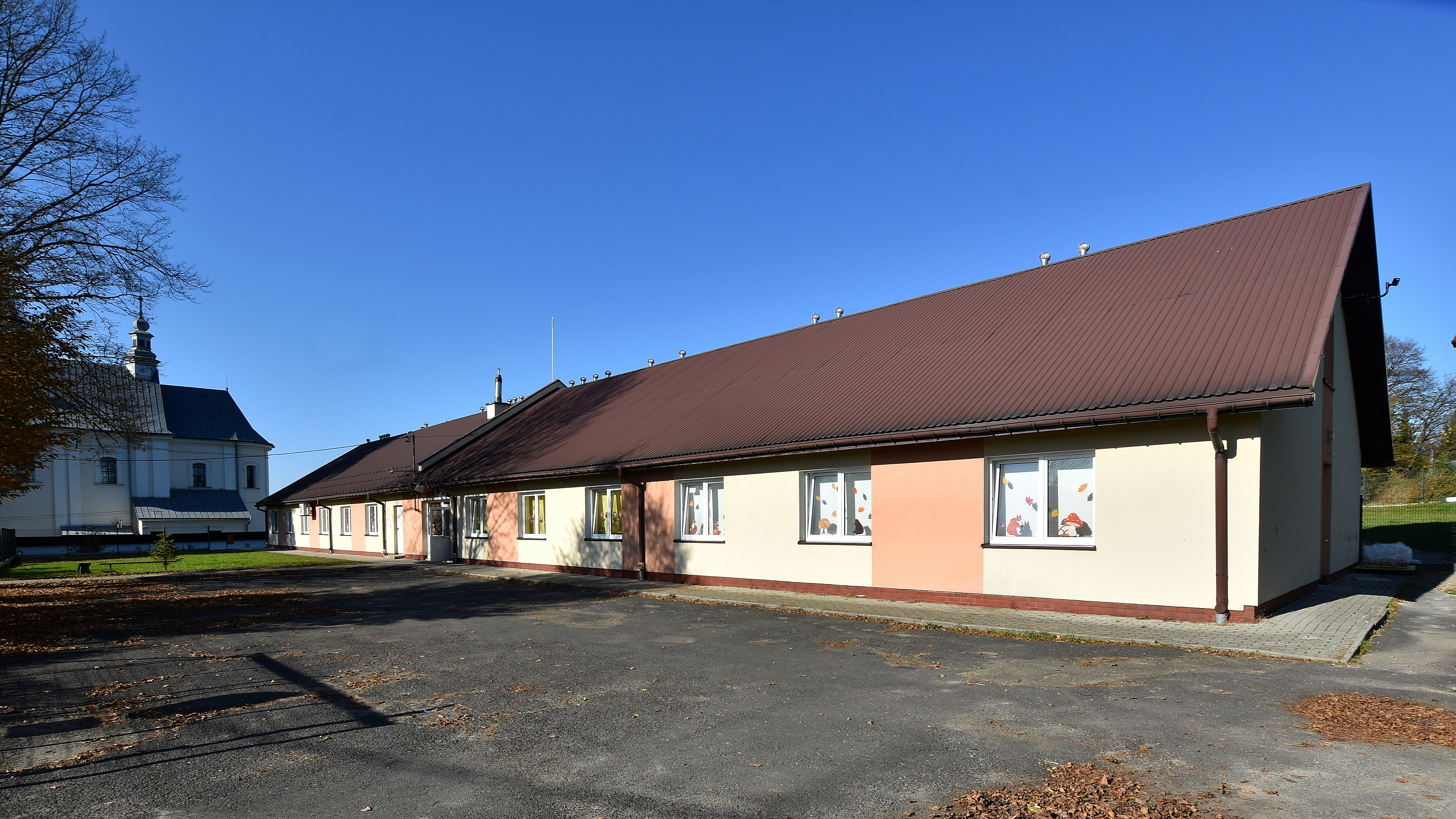
Przedszkole

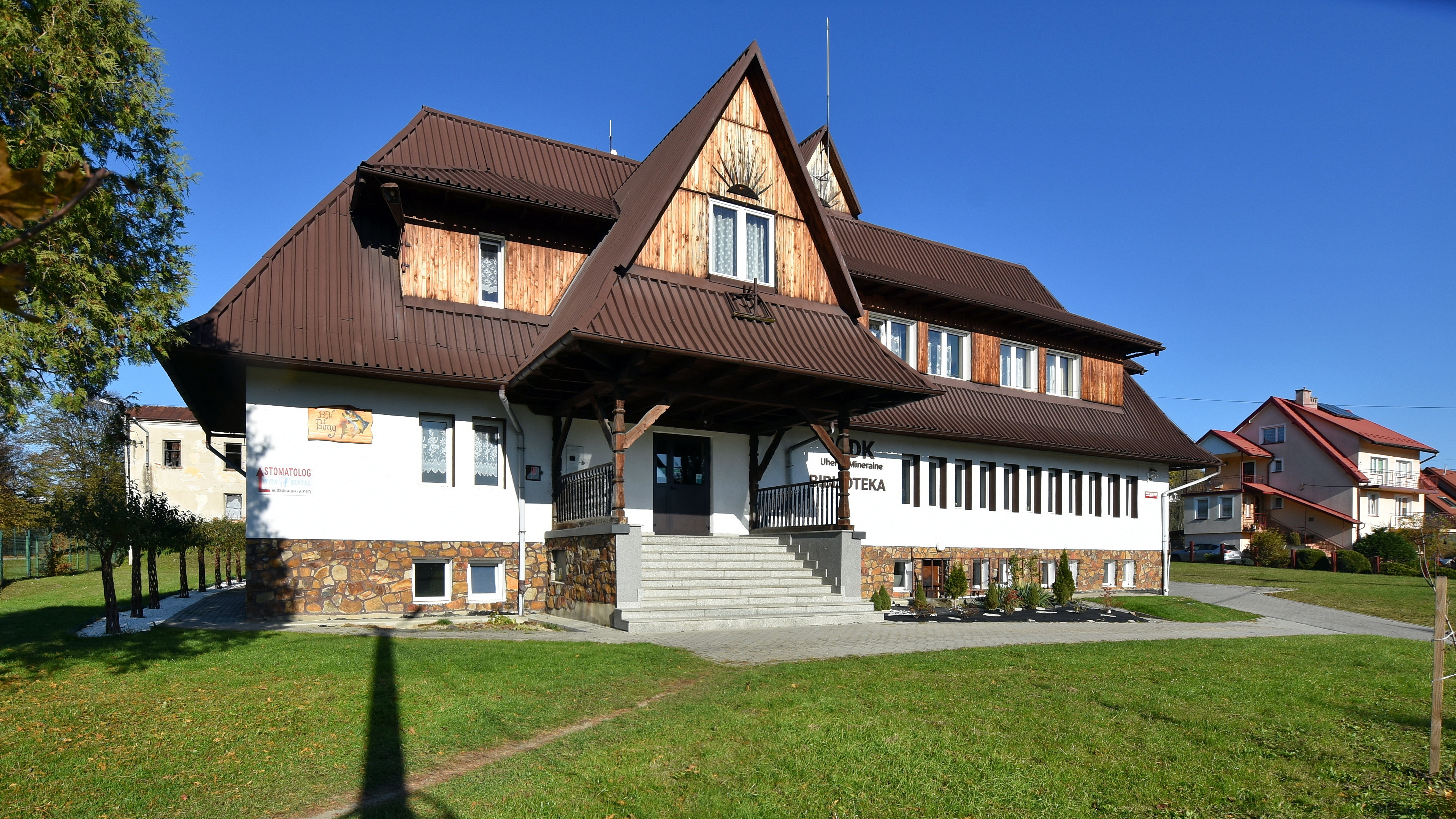
Biblioteka

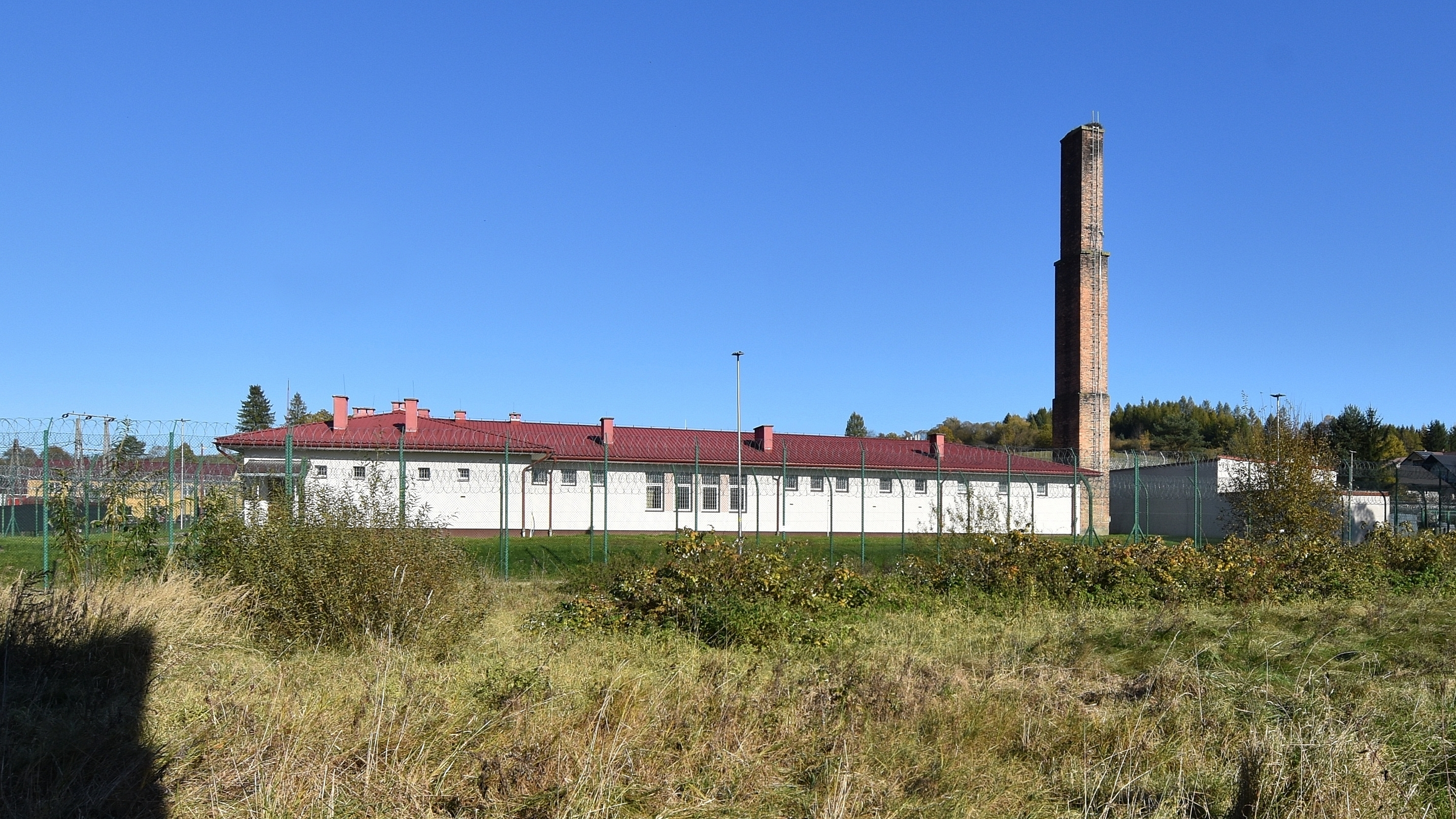
Zakład karny

Uherce Mineralne (dopełniacz: Uherzec Mineralnych; w latach 1977–1981 Nowa Wieś) – wieś w Polsce położona w województwie podkarpackim, w powiecie leskim, w gminie Olszanica.

## Części wsi
| SIMC    | Nazwa     | Rodzaj    |
| ------- | --------- | --------- |
| 0358500 | Kostrzyń  | część wsi |
| 0358457 | Łazy      | część wsi |
| 0358463 | Mikołajec | część wsi |
| 0358470 | Podmagura | część wsi |
| 0358486 | Tunel     | część wsi |
| 0358492 | Wygnanka  | część wsi |

## Geografia
Wieś znajduje się w Kotlinie Uherczańskiej u podnóża pasma Żukowa. Miejscowość położona jest na wysokości 360 m n.p.m. na pograniczu dwóch regionów geograficznych: Bieszczadów i Pogórza Przemyskiego. Dno Kotliny stanowi płaska terasa o wysokości 5 m nad poziom Sanu, przechodząca powoli w łagodne stoki. Kotlina odwadniana jest przez rzekę Olszankę i cztery mniejsze potoki.
Miejscowość graniczy z sześcioma wsiami: od północy z Rudenką, od zachodu z Glinnem, na południu z Myczkowcami i Zwierzyniem, od wschodu z Orelcem, a od północnego wschodu z Olszanicą.
Obszar administracyjny Uherzec Mineralnych obejmuje zwartą zabudowę i siedem przysiółków: Podkamionkę, Wygnankę, Łazy, Żołobiny, Podmagurę, Sosnianiec i Kostryń.
Uherce Mineralne leżą na szlaku komunikacyjnym, jakim jest droga krajowa nr 84 z Leska do Ustrzyk Dolnych, tzw. wielka obwodnica bieszczadzka. W miejscowości krzyżują się z drogą wojewódzką nr 895 w kierunku Soliny, i wzdłuż tych dróg skupia się budownictwo. Przez wieś przebiega linia kolejowa Zagórz–Ustrzyki Dolne–Krościenko–Chyrów.
Takie położenie miejscowości na skrzyżowaniu lokalnych szlaków komunikacyjnych daje mieszkańcom dogodne połączenie z najbliższymi miastami, takimi jak: Ustrzyki Dolne, Lesko, Sanok, Krosno, Rzeszów oraz możliwość dogodnego połączenia w kierunku na Kraków i Warszawę.

## Infrastruktura
W miejscowości znajdują się: przedszkole, szkoła podstawowa, gimnazjum, stacja kolejowa Uherce, przystanek Uherce Tunel, sklepy spożywcze, poczta, rzymskokatolicka parafia pw. Świętego Stanisława Biskupa, stacja paliw, warsztaty samochodowe, serwisy ogumienia, stacja diagnostyczna pojazdów, Gminny Ośrodek Kultury, minigaleria KGW „Pod Jesionami”, ochotnicza straż pożarna, Koło Polskiego Związku Wędkarskiego „Pstrąg”, Ludowy Klub Sportowy „Szarotka” (wychowankiem klubu piłkarskiego został Rafał Niżnik), zakład karny, Pracownicze Ogrody Działkowe, zakłady fryzjerskie, hurtownie materiałów budowlanych, skład opału, przesypownia cementu, tartak, przedsiębiorstwo usługowo-budowlane, parafialny dom rekolekcyjny, szkolna baza noclegowa w gimnazjum, gospodarstwa agroturystyczne, pokoje gościnne, pizzeria i bar.

## Historia
Uherce Mineralne są jedną z najstarszych bieszczadzkich miejscowości.
Nazwy wsi: Uherce, Uhryń oraz Uhrynowce (obecnie Zboiska), wskazują na etymologię węgierską i jej związek z nazwą historycznego regionu Węgier oraz przepływającej przez nią rzeki Ung. W języku słowackim oraz czeskim Uhorsko. Jak wskazuje prof. Przemysław Dąbkowski „Ludność węgierska w ziemi sanockiej (na początku XIV w.) była to ludność albo na stałe tam osiadła, albo też czasowo przebywająca. Jest rzeczą wielce prawdopodobną, iż podobnie jak w innych ziemiach, tak samo i w ziemi sanockiej, znajdowały się pewne osady, zaludnione pierwotnie przez Węgrów, którzy z biegiem czasu ulegli polonizacji.
- 1436 – pierwsza źródłowa wzmianka o miejscowości. Ponownej lokacji wsi dokonali przed 1436 Kmitowie, panowie na pobliskim Sobniu – Jan Goligyan w imieniu żony Małgorzaty wystąpił do sądu grodzkiego w Sanoku przeciw Mikołajowi Kmicie kasztelanowi przemyskiemu, który zajął gwałtem dobra ojczyste Małgorzaty Goligyan, przypadłe jej po bracie zm. Janie Kmicie i jego dzieciach z Bachórza, tj. zamek Sobień z wsiami doń należącymi Rajskie, Olszanica, Myczkowce, i inne. Spór ten trwał do 1441 r., aż gdy doszło do ugody między Małgorzatą a jej stryjem Mikołajem Kmitą z Wiśnicza, kasztelanem przemyskim. Małgorzata była wtedy żoną Mościca z Wielkiego Koźmina. Odstąpiła Mikołajowi i jego synom zamek Sobień z wsiami do niego należącymi jak Huzele, Myczkowce, Uherce
- 1437 – wymieniony jest pierwszy sołtys Mikołaj Orzechowski.
- 1491 – przed 1491 wieś została przeniesiona ponownie na prawo wołoskie.
- wieś prawa wołoskiego Uherce, położona była w drugiej połowie XV wieku w ziemi sanockiej województwa ruskiego[8].
- 1520 – jedną z głównych dróg przecinających ziemię sanocką była droga z zachodu na wschód. Mamy o niej wczesną wiadomość, bo z 1345, kiedy to król Kazimierz Wielki w przywileju dla kupców sądeckich wyznaczył im drogę na Ruś przez Biecz, Żmigród i Sanok.
  - Od Sanoka na wschód droga ta prowadziła bądź lewym brzegiem Sanu przez Zagórz (gdzie odłączała się od niej droga do Przełęczy Łupkowskiej) i Lesko do Uherzec, bądź po przekroczeniu Sanu jego prawym brzegiem koło zamku Sobień, również do Uherzec.
  - Tym drugim odgałęzieniem według Jana Długosza, podróżował król Władysław Jagiełło w 1417 ze Lwowa przez Felsztyn i Sobień do Sanoka.
  - Od Uherzec droga na wschód prowadziła doliną rzeki Olszanka, a następnie po przekroczeniu granicy ziemi przemyskiej, doliną rzeki Strwiąż w kierunku Sambora. Odcinek jej nad rzeką Olszanką zwano w 1520 „via publica”. W tym roku Piotr Kmita Sobieński otrzymał od króla Zygmunta I prawo pobierania myta w Ustjanowej na utrzymanie drogi w należytym stanie. Przywilej królewski mówi, że są liczne bagniste miejsca na tej drodze i nie jest łatwo przejechać przez nie wozami obciążonymi towarami kupieckimi i solą.
  - „Wielkim gościńcem” zwano tę drogę w 1689, gdy sejmik starał się o pobór myta w Uhercach na jej naprawę.
- 1526 – przy zapisie podatku podymnego źródła historyczne podają, iż wieś posiadała młyn i karczmę
- 1530 – Uherce były siedzibą parafii obrządku wschodniego. Z tego okresu zachowała się ikona Daesis malowana na jednym podobraziu, znajdująca się w Muzeum Sztuki Ukraińskiej we Lwowie.
- 1531 i 1536 – źródła dwukrotnie podają, że Myczkowce i pobliskie Uherce rządziły się prawem wołoskim i posiadały dworzyszcza wołoskie („ville iuris valachici”). Posiadały też 15 i 1 łana „areae valachicae”, 2 młyny, 2 karczmy, 2 popów.
- 1553 – po bezpotomnej śmierci Piotra Kmity 31 października 1553 Uherce przechodzą na własność jego drugiej żony Barbary z Herburtów.
- 1579 – do tego roku dobra leskie, w tym Uherce, są dzierżawione przez jej brata Mikołaja Herburta – starostę lwowskiego, a w 1580 stały się jego własnością.
  - Herburtowie wznieśli w Uhercach murowany dwór „Fortalitium”
- Pod koniec XVI wieku Dorota Herburt wniosła Uherce w wianie Stanisławowi Tarnawskiemu, chorążemu Ziemi Sanockiej. Chorąży posiadał dość pokaźny majątek składający się z 14 wsi, ale miał też wielkie długi. Jego głównym wierzycielem był referendarz koronny – starosta przemyski Jan Tomasz Drohojowski. Spodziewając się poważnych kłopotów ze strony tej wysoko postawionej osoby, sprytny podchorąży aktem wieczystej donacji (darowizny) przekazał cały swój majątek nieruchomy kasztelanowi przemyskiemu Stanisławowi Stadnickiemu z Leska. W 1601 – w czasie prywatnej wojny między jej właścicielem Stanisławem Tarnawskim – chorążym sanockim a jego wierzycielem Janem Tomaszem Drohojowskim, referendarzem wielkim koronnym, między Glinnem a Uhercami założony został przez Drohojowskiego, obóz warowny, otoczony fosami napełnionymi wodą i stąd nękał przeciwnika i z którego referendarz najeżdżał włości Tarnawskiego oraz jego sprzymierzeńca Stadnickiego w Uhercach. I tak zaczęła się prywatna wojna trwająca cztery lata. Żołnierze referendarscy łapali rzemieślników i kupców jadących z Leska na jarmark do Chyrowa, zabierali bydło i konie z pól, i dopuszczali się zbójeckich napadów w okolicy. W tym okresie Tarnawski kilkakrotnie bronił się lub ukrywał w uherczańskim dworze przed oddziałami referendarza – za każdym razem skutecznie. Nic nie osiągnąwszy, w 1605 Jan Tomasz Drohojowski zginął z rąk ludzi Stanisława Diabła Stadnickiego. O rodzie Stadnickich można więcej przeczytać w artykule historia Łańcuta.
- 1672 – podczas ostatniego najazdu tatarskiego na historyczną ziemię sanocką w Uhercach ocalało 5 domów, natomiast w okolicznych wsiach: Orelcu – 2, a w Rudence – 3. Czambułem tatarskim rabującym, mordującym ludność i palącym jej mienie dowodził Nuradyn-Sołtan. Wieś była wówczas własnością Bukowskich.
- XVII i XVIII wiek – właścicielami Uherzec byli Maliccy
- 1710 – zachował się opis lustracji cerkwi greckokatolickiej.
- 1745 – Józef Malicki, podskarbi, następnie podczaszy i kasztelan sanocki, ufundował tutejszą parafię rzymskokatolicką i przeznaczył na ten cel plac leżący w bezpośrednim sąsiedztwie dworu.
- 1749 – 2 czerwca nastąpiła aprobata fundacji Malickiego i formalne wydzielenie nowej parafii pw. świętego Stanisława, biskupa męczennika. Zostaje wzniesiony drewniany kościół.
  - W skład parafii wchodziły, wyłączone z parafii w Lesku, następujące miejscowości: Bereżnica Niżna, Brelików, Bóbrka, Myczkowce, Olszanica, Orelec, Rudenka, Serednica, Stefkowa, Wańkowa i Zwierzyń.
- 1754–1757 – Został wzniesiony murowany kościół parafialny z wolno stojącą dzwonnicą, otoczony murem obronnym z otworami strzelniczymi z tego samego okresu. Jest to jeden z dwóch tego typu obiektów w Polsce. Wybudowany został w stylu późnego baroku według projektu Gotfryda Hoffmana z fundacji ks. Jakuba Jaworskiego, kanonika przemyskiego i prepozyta leskiego.
- 1760 – konsekracja kościoła przez biskupa przemyskiego Hieronima Sierakowskiego.
- Na początku XIX wieku właścicielami wsi stali się Skibińscy.
- 1807 – z opisu wizytacji cerkwi przeprowadzonego przez księdza Laureckiego wiemy, że cerkiew w Uhercach pw. Narodzenia św. Jana Chrzciciela miała formę „grecką”, z jedną kopułą pośrodku, zbudowana była na rzucie prostokąta o wymiarach 12 × 7 m i była już mocno podniszczona.
  - Ksiądz Laurecki pisał dalej: „w Uhercach jest wielki ołtarz z drzewa jak stolik, ale bardzo się chwiejący tak, że niebezpieczeństwo jest wywrócenia się kielicha, na nim jest obraz Rozdestwa Xetowa i cymborium sanctissimum się tu konsekrują w cynowej puszce, na ołtarzu wielkim tylko cztery świc”.
  - Natomiast ówczesny proboszcz stwierdza, że „nieposłusznych jest wiele, obrządku jak się należy zachowywać nie chcą, święta gwałcą, do cerkwi wielu chodzić nie chce”.
- 1810 – Wielkie spustoszenie w skarbcu kościelnym wyrządziła austriacka konfiskata z 3 stycznia. Zabrano wtedy pro aerario 28 grzywien i 2 łuty srebrnych oraz złotych naczyń.
- 1816 – wojskowy spis ludności cyrkułu sanockiego obrazuje stan miejscowości po zniszczeniach wojen napoleońskich. Wieś liczyła wówczas 575 mieszkańców ogółem, było w niej 91 domów, 141 rodzin, 1 duchowny, 1 szlachcic, 1 urzędnik, 58 chłopów zdolnych do służby wojskowej, 1 ogrodnik, 11 mniej użytecznych i 72 nieużytecznych mężczyzn do służby wojskowej, 1 czasowo zwolniony od służby, 1 wdowiec z dziećmi bez opieki, 1 szeregowy, 3 nieżonatych do regimentu, 109 chłopców do 14 lat, 22 chłopców w wieku od 15 do 17 lat, 259 kobiet i dziewcząt, 111 mężczyzn żonatych, 175 nieżonatych i wdowców. 3 osoby podczas spisu były nieobecne we wsi. W inwentarzu wsi spisano ponadto 8 koni (1 klacz, 1 źrebak, 6 wałachów), 56 wołów, 131 krów. We wsi nie było w ogóle ogierów i owiec.
- 1830 – Karol Skibiński przebudowuje dwór zniszczony przez pożar. Budynek otrzymał czterospadowy dach, natomiast alkierze osobne nakrycia dachem dwuspadowym.
- 1834 – zbudowano nową drewnianą cerkiew pw. św. Jana Chrzciciela Baptysty, którą rozebrano po 1947 r. Do parafii greckokatolickiej w Uhercach należały wsie z cerkwiami filialnymi w Orelcu i w Rudence.
- 1846 – na terenie Bieszczadów szerokie kręgi zataczał ruch spiskowy. Powstanie krakowskie miało również swój epizod w Uhercach. 21 lutego 1846 powstańcy z południowej części obwodu sanockiego szli na północ w celu opanowania Sanoka trzema szlakami: z Cisnej przez Baligród, z Lutowisk oraz z Ustrzyk Dolnych i z Ustianowej. Wymienione grupy spotkały się w Uhercach licząc łącznie 180 uczestników. Tu zaczęto ich porządkować i dzielić na oddziały. Odebrano od wszystkich przysięgę, a dowództwo nad nimi objął major Jerzy Bułharyn. Ten powstańczy oddział, nękany po drodze przez chłopów ze Stefkowej, dotarł do wsi Zahutyń pod Sanokiem. Tutaj czekał na oddziały z północnej części powiatu, miało bowiem zebrać się ok. dwóch tysięcy powstańców. Jednak umówiony sygnał nie został dany. Wobec słabych sił powstańczych i nieprzychylnej postawy chłopów, powstańcy postanowili się rozwiązać.
- W połowie XIX wieku właścicielem posiadłości tabularnej Uherce z Kostrzyniem i Łazami był Karol Skibiński[9]. W II poł. XIX wieku Uherce stały się własnością Anny Świeykowskiej. Dobra te składały się wówczas z dwóch części: większej w środku wsi / 306 roli, 33 łąk, 4 morgi 678 sążni ogrodu, 47 pastwisk, 397 lasu, 23 nieużytków i 2 morgi 1130 sążni parcel budowlanych oraz mniejszej w części zwanej Łazy / 636 roli, 126 łąk i ogrodów, 90 pastwisk i 15 mórg lasu/. Obecna nazwa miejscowości sięga połowy XIX wieku, kiedy to funkcjonował mały zakład zdrojowy, tzw. „Łazienki”, na bazie miejscowych wód mineralnych. Kąpieli zażywali tu biskupi i księża Kurii Przemyskiej. Zlikwidowano go pod koniec wieku, gdy wiercenia poszukiwawcze za ropą naftową naruszyły poziomy wodonośne źródeł mineralnych. W chwili obecnej istnieje kilka naturalnych, nie eksploatowanych źródeł wód solankowych i siarczkowych.
  - Ówczesna nazwa Uherce Mineralne pozostała i funkcjonuje do dziś.
- 1860 – to początki szkolnictwa powszechnego. Wtedy to obywatel ziemski Świeykowski ofiarował „mórg” ziemi i drewno na budowę szkoły ludowej. Wzniesiono budynek o jednej sali lekcyjnej i mieszkaniu dla nauczyciela. Pierwszym nauczycielem był Wojciech Potała, a po jego śmierci Jan Dąbrowiecki.
- 1866 – Uherce były pierwszą miejscowością Bieszczadów, w której przed 1866 rozpoczęto poszukiwanie oleju skalnego.
- 1870 – pierwsze szyby kopane powstały w sąsiedztwie naturalnych wycieków, które musiały być bardzo obfite, albowiem w tym roku określane są jako źródła nafty.
- 1872 – przez Uherce przebiega linia kolejowa Przemyśl – Chyrów – Zagórz – Łupków. Jest to najstarsza z polskich transkarpackich linii kolejowych. Kolej ta, tzw. „galicyjsko-węgierska” miała znaczenie strategiczne, ponieważ w momencie budowy łączyła twierdzę Przemyśl z wnętrzem monarchii Austro-Węgierskiej.
- 1877 – rozpoczęto eksploatację złoża ropy naftowej na skalę przemysłową. Początkowo kopano doły o głębokości kilkudziesięciu metrów i zbierającą się na ich dnie ropę czerpano wiadrem. Jej rozwój zdynamizował przyjazd amerykańskiego przemysłowca Wiliama Sztockera. Obszar naftowy podzielony był na trzy pola górnicze „Turgieniew”, „Kraszewski”, „Siemiradzki”.
- 1880 – było tutaj 9 takich szybów kopanych, a rocznie czerpano z nich 120 ton ropy przerabiając ją w zbudowanej na miejscu destylarni. W tym roku przeprowadzono pierwsze wiercenie do głębokości 127 m, następne – 146 m i 186 m. Kopalnia Uherce należała wówczas do Spółki „Bergbau Gesellschaft”, której udziałowcami byli Ignacy Łukasiewicz, Stocker, Zaykowski i Beuen. Wydobycie ropy wzrosło do 144 ton.
- 1881 – osiągnięto w odwiercie 200 m głębokości, a kopalnia posiadała własną rafinerię rozmieszczoną w dwóch budynkach.
- 1883 – z inicjatywy Adolfa barona Rhade – kierującego kopalnią – oraz właściciela terenów naftowych Augusta Hr. Bellagarde kopalnia w Uhercach stała się miejscem wprowadzenia w Galicji nowej metody wiertniczej (zwanej kanadyjską), która zmieniła oblicze przemysłu naftowego. Pierwszego wiercenia tym sposobem dokonano przy pomocy przeszkolonych robotników niemieckich z Hanoweru, a od następnego roku prowadził je kanadyjski specjalista wiertniczy William Mac Garvey.
- 1884 – 2 maja „Gazeta Narodowa” (nr 102) we Lwowie w kronice miejscowej zamieściła ciekawą notatkę: „Od trzech tygodni pokazała się nafta w Uhercach pod Liskiem, we własności Stanisława Świejkowskiego w tak znacznej ilości, iż formalnie zalewa Uherce. Nie można było nastarczyć naczyń do wyłapywania ropy. Nafta wytryska w Uhercach grubym promieniem, jakby studnia artyzejska, i to w nadzwyczaj regularnych odstępach czasu. Co 15 minut wytryska przez niejaki czas słup ropy, dostateczny do napełnienia 5 beczek – następnie ustaje, by po kwadransie znowu rozpocząć tę samą czynność. Dziurę 150 metrów głęboką wyświdrowali tutaj amerykańscy robotnicy, sprowadzeni z Kanady w sześciu dniach.”
- 1895 – powstało Galicyjsko-Karpackie Naftowe Towarzystwo Akcyjne z siedzibą w Glinniku Marianpolskim, które prowadziło liczne wiercenia poszukiwawcze na terenie Podkarpacia, w tym i w Uhercach.
- 1896 – w miejscowości była czynna kopalnia składająca się z 18 szybów i rafinerii, które uległy pożarowi i nie zostały odbudowane.
- 1900 – umiera właściciel tej miejscowości hr. Włodzimierz Niezabitowski h. Lubicz.
- 1910 – wzniesiono pierwszy murowany budynek szkolny. Miał wymiary 12x15 m i mieścił dwie duże sale lekcyjne oraz mieszkanie dla nauczyciela. Do 1920 szkoła była dwuklasowa, następnie trzyklasowa, a od 1937 sześcioklasowa. Wówczas to kierownikiem szkoły był Franciszek Kawa.
- 1912 – Angielskie Towarzystwo Finansowe Cansfield et Company ponownie przystąpił do eksploatacji ropy wiercąc 2 szyby na głębokość do 400 m, jednak z chwilą wybuchu I wojny właściciel został aresztowany przez Austriaków i zaniechano dalszego wydobycia. Jednak do chwili obecnej miejscowa ludność korzysta z naturalnych wypływów ropy, używając jej do prac konserwatorskich w gospodarstwach.
Na początku XX wieku właścicielem dóbr uherczańskich został doktor Ernest Till, który wkrótce wydzierżawił, a następnie sprzedał większą część majątku, a sam mieszkał do II wojny światowej w mniejszej na Łazach. Po wojnie w dworze miało siedzibę Państwowe Gospodarstwo Rolne, funkcjonowało kino oraz mieszkali ludzie. W chwili obecnej zdewastowany budynek został wykupiony przez Zofię de Viron z Krakowa, która pragnie przywrócić mu dawny blask. 31 sierpnia 1912 poświęcono w Uhercach schronisko im. Adolfiny Tillowej dla bezdomnych starców z gminy uherczańskiej[10].
- 1913 – 2 stycznia lub 2 marca 1913 została założona w Uhercach Drużyna Bartoszowa, której naczelnikiem był Ludwik Wisz, należeli do niej inni członkowie tej rodziny, w tym Marian Wisz[11][12].
- 1921 – wieś liczyła 183 domy i 1043 mieszkańców (483 grekokatolików, 506 łacinników, 44 Żydów wyznania mojżeszowego i 10 ewangelików. W dworze mieszkało wówczas 39 osób, co razem stanowi 1082 osoby. Wśród nich było 505 mężczyzn i 577 kobiet. Polacy liczyli 613 osób, Rusini – 415, Żydzi – 44, Niemcy – 10 osób.
- 1933 – zarządzeniem Ministra Spraw Wewnętrznych ustalono obszar gminy wiejskiej zbiorowej z siedzibą w Uhercach Mineralnych. W jej skład weszły: Bereźnica Niżna, Myczkowce, Olszanica, Orelec, Rudenka, Stefkowa i Zwierzyń.
- 1936 – 5 lipca we wsi założono Koło Gospodyń Wiejskich, które jest widoczne i aktywne do dziś.
- 1939 – czerwiec według lustracji wsi sporządzonej przez Antoniego Kowalskiego we wsi działały następujące organizacje:
  - polskie o charakterze oświatowym: Czytelnia TSL, Związek Strzelecki i Orlęta, Związek Szlachty Zagrodowej, Chór Związku Szlachty Zagrodowej; o charakterze gospodarczym: Kółko rolnicze, Kasa Stefczyka, Koło Gospodyń Wiejskich, Przysposobienie Gospodarcze Młodzieży.
  - ruskie o charakterze oświatowym: Czytelnia Kaczkowskiego, o charakterze gospodarczym: Kooperatywa „Nasz Trud”,
  - ukraińskie o charakterze gospodarczym: Krużok Silskoho Gospodaria,
  - Ochotnicza Straż Pożarna zrzeszająca całą społeczność wiejską bez względu na poczucie narodowe.
- 1939 – w rejonie miejscowości walki obronne z nacierającymi wojskami hitlerowskimi toczyła 3 Brygada Górska dowodzona przez płk. Jana Kotowicza wchodząca w skład grupy operacyjnej gen. bryg. Kazimierza Łukoskiego. 9 września pod Uhercami została obsadzona przez żołnierzy batalionu Obrony Narodowej „Sanok” (dowódca batalionu kpt. Tadeusz Kuniewski) pozycja opóźniająca marsz Niemców na wschód. 10 września o godz. 11 batalion został zaatakowany przez niemiecką kolumnę zmotoryzowaną i po stoczeniu krótkiej walki wycofał się. Pamiątką po tych walkach są znajdujące się na miejscowym cmentarzu cztery groby i krzyż z napisem: Tu leżą żołnierze walki wrześniowej 1939 roku porucznik i ośmiu żołnierzy.
- 29 września 1939 – do Uherzec Mineralnych wkroczyli Rosjanie, zajmując obszar do linii Sanu.
  - W dworku Tilla na Łazach został zorganizowany sierociniec. W dworze w centrum wsi Rosjanie zorganizowali Maszyno-Traktorną Stancję, w której było kilka ciągników i dwa duże zbiorniki na paliwo. Wiosną utworzono kołchoz. Pozwolono także na otwarcie szkoły, w której obok nauczycieli rosyjskich mogli również pracować nauczyciele polscy, a uczniowie musieli obowiązkowo powtórzyć klasę szóstą. W miejsce dotychczasowego sołtysa Stanisława Braczkowskiego „gołową derewni” (przewodniczącym wiejskiej rady) został Antoni Czerniga. W domu Aldony Caputy mieściła się sześcioosobowa placówka NKWD. Aresztowano i wysiedlono wówczas 16 rodzin, a dalsze deportacje przerwał atak Hitlera na ZSRR.
- 1941 – 22 czerwca – po krótkim ostrzale do Uherzec ponownie wkroczyli Niemcy. W dworze zorganizowano Liegenschaft. Rządy we wsi przejęli Ukraińcy. Kierownikiem szkoły został Szumyłowicz, a sołtysem Dmytro Bindas. Dzieci polskie uczyła Apolonia Haftek w dwuklasowej szkole w budynku gminy.
- 1944 – wiosną powstaje grupa samoobrony mająca za zadanie chronić ludność polską przed oddziałami UPA. Uzbrojenie grupy składało się z 1 strzelby oraz kos i wideł. Dopiero po przejściu frontu wszyscy posiadali broń palną, którą zdano w 1947 po zniknięciu zagrożenia.
- 1944 – 14 września z rejonu Manasterca i Gór Słonnych została wprowadzona do walki 237 dywizja 11 korpusu piechoty 4 frontu ukraińskiego. Nacierając na Uherce Mineralne złamała ona opór Niemców na rubieży Bezmiechowa Dolna – Bezmiechowa Górna, posunęła się o 6 km i do końca dnia zdobyła Jankowce i Olszanicę. Osiągnięcie przez 276 i 237 dywizje piechoty wyznaczonych rubieży rozszerzyło wyłom w obronie nieprzyjaciela do 12 km i umożliwiło wprowadzenie do walki sił głównych 11 korpusu piechoty z rubieży Lesko – Jankowce – Rudenka.
- 1944 – 15 września Uherce zostały wyzwolone przez 276 Dywizję Piechoty gen. mjr. P. Bieżki.
- 1945 – podczas spisu powszechnego ludności w gminie Olszanica przeprowadzonego w Uhercach Mineralnych przez sołtysa Franciszka Kurka we wsi mieszkało 601 dorosłych i 467 dzieci (wykazy imienne).
  - przy kolejnym spisie ludności przeprowadzonym w 13 czerwca wykazano, iż we wsi mieszkały 432 osoby dorosłe pow. lat 18 (172 Polaków i 260 Ukraińców) oraz 676 dzieci (231 Polaków i 345 Ukraińców). Stosowano kryterium wyznaniowe.
  - do końca 1945 ewakuowano na wschód do ZSRR 316 osób deklarujących narodowość ukraińską. We wsi pozostało 61 rodzin mieszanych liczących z dziećmi 226 osób.
- 1945 – gmina Uherce Mineralne powiększa się o gromadę Bóbrka i Zabrodzie.
- 1946 – w nocy z 27 na 28 lutego nacjonaliści ukraińscy z OUN-UPA napadli na wieś. Ich atak został odparty przez polską samoobronę, ale od kul napastników zginęło 5 Polaków[13].
- 1947 – podczas Akcji „Wisła” wysiedlono na Ziemie Odzyskane 553 osoby wyznania greckokatolickiego, narodowości rusińskiej i ukraińskiej.
- 1948–1951 – Przeprowadzenie elektryfikacji miejscowości.
- 1949 – do gminy Uherce Mineralne włączono gromady Łobozew i Ustjanową.
- 1951 – gromady Ustjanowa i Łobozew zostają wyłączone z gminy w Uhercach Mineralnych i włączone do gminy w Ustrzykach Dolnych.
- 1954 – w wyniku reformy administracyjnej z 25 września zlikwidowano wiejskie gminy zbiorowe i utworzono mniejsze gromady. W skład gromady w Uhercach Mineralnych wchodziły Myczkowce i Zwierzyń.
- 1957 – została otwarta nowa, piętrowa szkoła licząca 8 sal lekcyjnych, a w starym budynku do 1980 funkcjonował internat dla uczniów spoza obwodu. Do 2007 mieściło się w nim przedszkole.
- 1961 – w wyniku kolejnej reformy, skład gromady w Uhercach Mineralnych został powiększony o Bóbrkę, Orelec i Zabrodzie. Obszar gromady liczył wówczas 4859 ha i 4700 mieszkańców, i w tej wielkości utrzymał się do momentu rozwiązania gromadzkich rad narodowych.
- 1973 – zostaje przeprowadzona kolejna reforma w podziale administracyjnym. Uherce Mineralne wraz z Orelcem i Zwierzyniem zostały włączone w skład nowo organizowanej gminy w Olszanicy. Decyzja ta wywołała spore rozgoryczenie wśród mieszkańców, którzy w większości nie akceptują jej do dziś.
- 1974 – powstał ludowy zespół „Uherczanki”.
- 1977 – w miejscowym Zakładzie Karnym otwarto Zespół Szkół składający się ze szkoły podstawowej i zasadniczej szkoły zawodowej. Jego uczniami są osoby odbywające karę pozbawienia wolności i nie posiadające wykształcenia.
- 1981 – w miejscowym Zakładzie Karnym powstaje obóz dla internowanych po wprowadzeniu stanu wojennego działaczy „Solidarności”
- W latach 1975–1998 miejscowość położona była w województwie krośnieńskim.
- 2015 – otwarcie Bieszczadzkich Drezyn Rowerowych – przedsięwzięcia, łączącego turystykę i zamiłowania do tradycji kolejarskiej[14].

## Zabytki
1. Kościół parafialny pod wezwaniem św. Stanisława Biskupa – murowany kościół wzniesiony w latach 1754–1757 z fundacji ks. Jakuba Jaworskiego w stylu późnobarokowym. Osobliwością krajoznawczą w skali kraju jest dwumetrowy mur obronny z otworami strzelniczymi otaczający wokół świątynię. Budowniczym kościoła i stojącej oddzielnie dzwonnicy był architekt śląski Gotfryd Hoffman, który nadał obiektom cechy późnobarokowej architektury śląskiej. W rzucie poziomym kościoła zwraca uwagę symetria całego układu. Oś przechodząca przez dzwonnicę, kościół i środek niszy w murze obronnym za absydą dzieli całość na dwie odpowiadające sobie części. Polichromia malowana na przełomie XVIII i XIX w. przez Antoniego Stroińskiego została przemalowana w 1901 przez Jana Tabińskiego. Wyposażenie wnętrza kościoła późnobarokowe z ornamentami rokokowymi jest jednolite i pochodzi z II połowy XVIII wieku. Nagrobki właścicieli ziemskich okolicznych wsi z XIX w. w otoczeniu kościoła.
2. Dom ubogich – murowany, wzniesiony w II połowie XIX w. w pobliżu murów obronnych kościoła przez właścicieli dworu w celu niesienia pomocy ubogim, którzy mogli tu dostać darmowe pożywienie oraz przebywać przez kilka dni. W chwili obecnej obiekt przejęty przez KGW na zorganizowanie mini galerii „Pod Jesionami” prezentującej twórczość miejscowych artystów.
3. Cmentarz na wzgórzu Lachawa pochodzący z I wojny światowej,
4. Kapliczki przydrożne, drewniane konstrukcji zrębowej, na rzucie zbliżonym do kwadratu i zamknięte trójbocznie, wzniesione zostały w XIX w. Posiadają dachy trójspadowe, kryte blachą i zwieńczone baniastą wieżyczką. Jedna z nich została przeniesiona do Muzeum Budownictwa Ludowego w Sanoku, a na jej miejscu powstała replika.
5. Groby żołnierzy poległych w walkach obronnych w 1939 na cmentarzu parafialnym.
6. Dwór obronny Herburtów, – wzniesiony w drugiej połowie XVI w. jako późnorenesansowy dwór w typie kasztelu z basztami alkierzowymi. Po pożarze w 1830 odbudowany został przez Karola Skibińskiego. Sprowadzono wówczas do dworu wspaniały dębowy parkiet we wzory arabeskowe, pochodzący z zamku Mniszchów w Laszkach Murowanych. Obiekt murowany, założony na rzucie prostokąta posiada nieregularny układ wnętrza. Na parterze, w niektórych pomieszczeniach, zachowały się sklepienia krzyżowe i kolebkowe z lunetami z II połowy XVI w. Elewacja frontowa jest siedmioosiowa i wyróżnia się wieżami alkierzowymi po bokach, wyodrębnionymi w górnej kondygnacji. Między nimi mieściła się oszklona ściana. Elewację tylną, dziewięcioosiową, cechuje boniowanie na narożnikach. Obiekt przykrywa dach czterospadowy, a nad alkierzami dwuspadowy, kryty blachą.
7. Pozostałości parku dworskiego przy dworze obronnym z rzędem 16 lip przy granicy parku i potoku oraz pojedynczymi egzemplarzami pozostałymi jeszcze w centralnej jego części. Częściowo czytelne są jeszcze pozostałości fos, platform obronnych i ramp ziemnych. Po II wojnie światowej w okresie użytkowania obiektu przez PGR całkowitemu zniszczeniu uległy zbiorowiska roślinne w centralnej części ogrodu wraz z kwaterami drzew owocowych. Ocalały jedynie pojedyncze jesiony wyniosłe, graby pospolite, topole balsamiczne i klony polne.
8. Miejsce po dawnej cerkwi parafialnej pw. Narodzenia św. Jana Chrzciciela z 1834, odnawianej w 1899 i rozebranej po 1947. Pierwotna cerkiew wzmiankowana była tutaj już w 1530. Kolejną wzniesiono w 1586 Wskutek wydarzeń wojennych w minionych wiekach, a ostatnio niszczenia cerkwi greckokatolickiej po II wojnie światowej nie ocalało wiele pamiątek z tych świątyń. W muzeum przemyskim znajduje się cenny mandylion z XVI/XVII w. z tutejszej cerkwi. Na cmentarzu cerkiewnym zachowały się 4 stare nagrobki i 3 zabytkowe pomnikowe lipy.

## Obrządek wyznaniowy
- 1872 – grekokatolików 571, rzymskich katolików 300, wyznawców judaizmu 62,

Liczba wiernych obrządku greckokatolickiego
- 1890 – 631
- 1918 – 753
- 1938 – 741

## Osobliwości przyrodnicze i pomniki przyrody

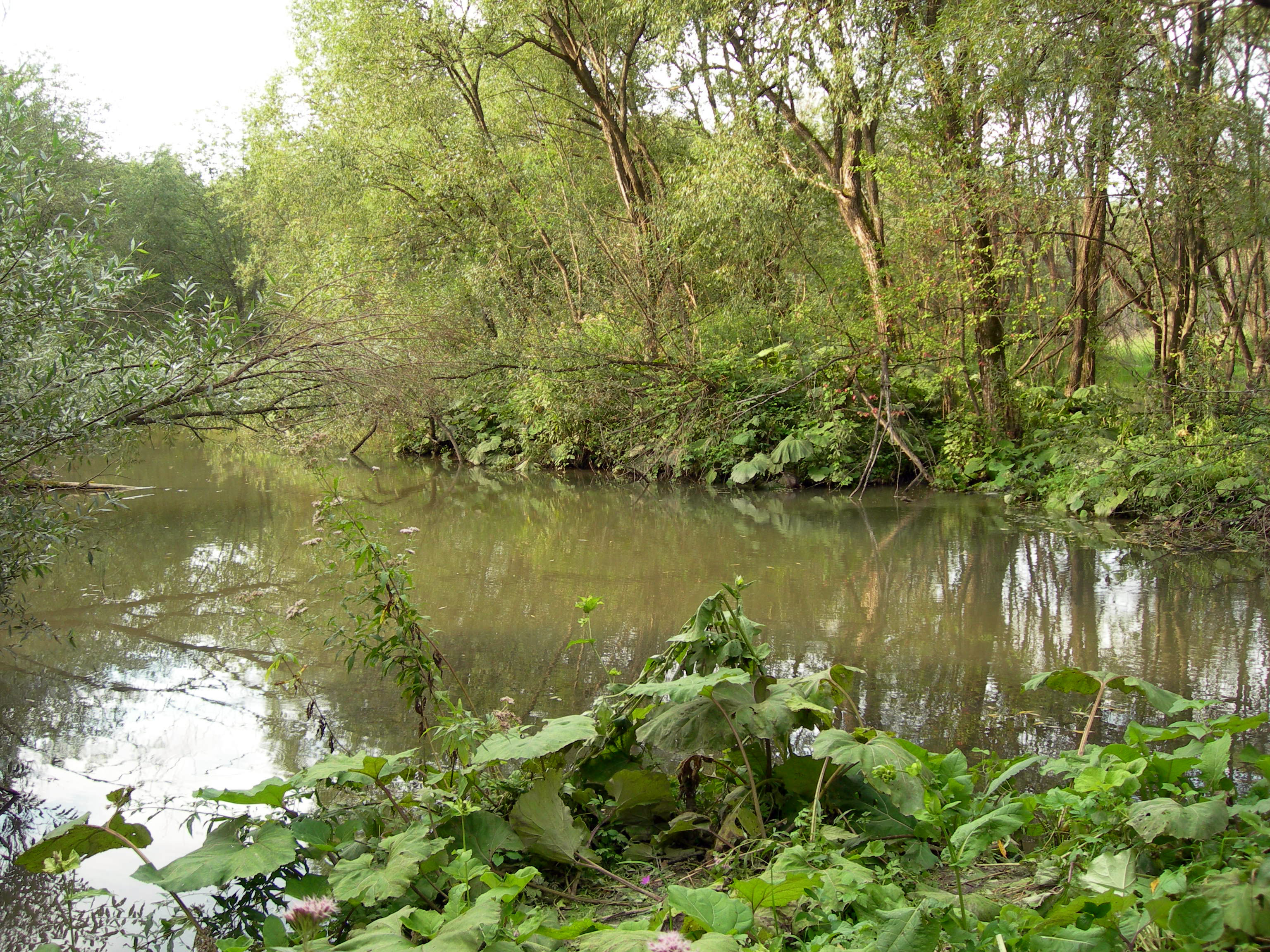
Rezerwat przyrody „Bobry w Uhercach”

- 0,6 km – pomnikowa lipa przy szosie. Zaraz za nią w lewo skręca droga gruntowa prowadząca do ciekawego pomnika przyrody „Wodospadu na rzece Olszanka” (odległość – 1,2 km).
- 0,9 km – zaraz za kościołem po lewej stronie pozostałości parku podworskiego. Ocalało w nim do dziś 16 lip, pojedyncze jesiony wyniosłe, graby pospolite, topole balsamiczne i klony polne.
- 1,4 km – przy placu po cerkwi zachowały się 3 pomnikowe lipy.
- 2,9 km – po lewej stronie przy smażalni ryb przy ogrodzeniu stawów rybnych w lewo na pasmo Żukowa wprowadza z szosy zielona ścieżka przyrodnicza. Po 30 minutach podejścia łączy się ona z żółtym szlakiem spacerowym na tzw. Dużej „Olszanickiej polanie” zarastającej coraz bardziej samosiejkami brzozowymi.
- rezerwat przyrody „Bobry w Uhercach” – (skręt w prawo przy przedszkolu, w odległości 1,3 km).